# Pietro Martire d'Anghiera
Pietro Martire d'Anghiera (Arona, 2 febbraio 1457 – Granada, ottobre 1526) è stato uno storico italiano.

## Biografia
Noto in spagnolo come Pedro Mártir de Anglería, dal nome coevo (Anghiera) della cittadina di Angera vicina alla natia Arona, intorno al 1478 fu a Roma al seguito del cardinale Ascanio Sforza e dell'arcivescovo di Milano Giovanni Arcimboldi. Qui conobbe l'umanista Pomponio Leto, al quale sono inviate molte delle sue lettere, e l'ambasciatore spagnolo Íñigo López de Mendoza y Quiñones, che seguì in Spagna nel 1486.
Frequentando l'ambiente di corte, prima come uomo d'armi, quindi come religioso, diplomatico e membro del Consiglio delle Indie, ebbe occasione di conoscere fatti e personaggi che riferì in una serie di lettere, scritte fra il 1488 e il 1525, raccolte, dopo la morte, nell'Opus epistolarum. Le Decadi costituiscono la quasi contemporanea trasposizione in forma narrativa delle lettere, dove si trova scritto il primo resoconto di esplorazioni in America centrale e meridionale, in latino, databili tra il 1511 e il 1530.
Nella sua opera De orbe novo descrisse i primi contatti tra europei e nativi americani. Fu anche il primo europeo a descrivere la gomma naturale.
Morì a Granada nel 1526.

## LeDecadi

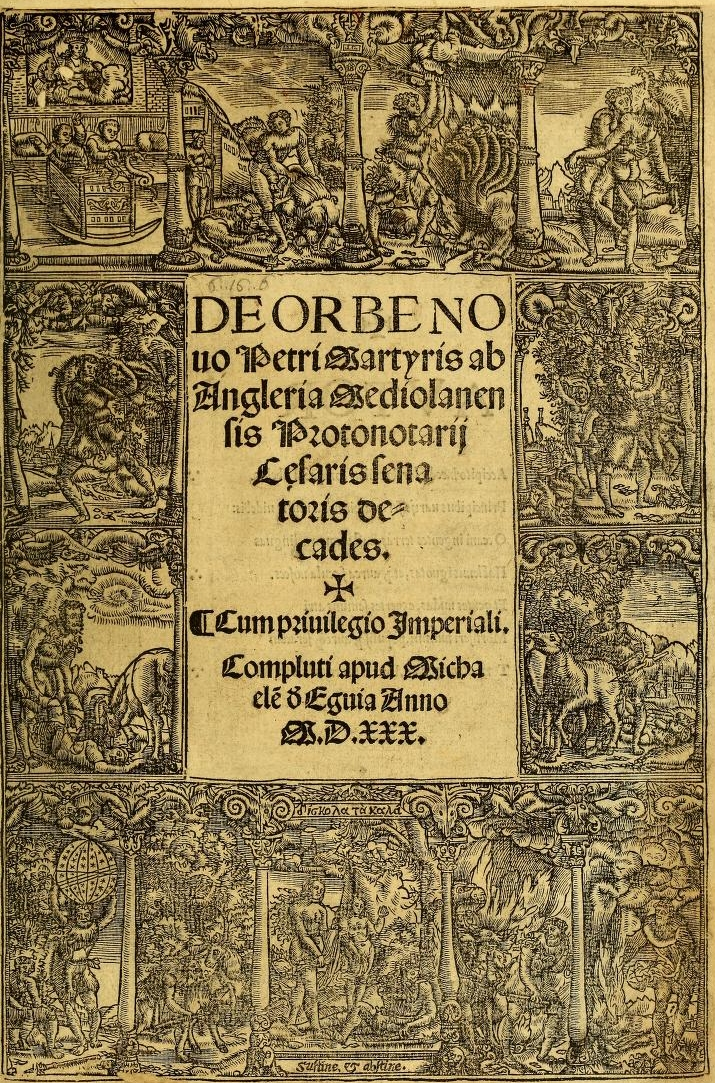
Frontespizio del De orbe novo

L'opera De orbe novo decades, è strutturata, come da titolo, in decadi, riprendendo Tito Livio. Si tratta di otto decadi (comprendenti quindi ognuna dieci libri), tutte dedicate a uno o più tra i personaggi celebri dell'epoca:
- la prima decade è dedicata: ai cardinali Ascanio Sforza (primi due libri) e Ludovico d'Aragona (libri dal 3 al 9), nonché   un laico, Íñigo López de Mendoza, conte di Tendilla (decimo libro);
- le decadi seconda, terza e quarta sono dedicate a papa Leone X;
- la quinta decade è dedicata ai papi Adriano V (libri dall'1 al 7) e Clemente VII (libri dall'8 al 10);
- la sesta decade è dedicata all'arcivescovo di Cosenza Giovanni Ruffo de Theodoli;
- la settima decade è dedicata al duca di Milano Francesco Maria Sforza;
- l'ottava decade è dedicata a papa Clemente VII[1].